# أكاجو السنغال
أكاجو السنغال أو خايا السنغال (الاسم العلمي Khaya senegalensis)، شجرة أفريقية من فصيلة أزدرختية، غالبًا ماتُستعمل
كزينة الجادات والطرقات العامة في بعض البلدان. خشبها مُتراصّ الرقعة الرقيقة، شديد المقاومة ضِدّ فتك الديدان والحشرات، يُرغَب جدًا في صناعة
الأثاث.
في غامبيا يُستعمل لحاؤها كبديل للكينا. وهو يحتوي على جوهر مُرّ غير غير مُنَتْرَج أُطلق عليه اسم Cailcedrine كلسدرين. يتحلى
لحاؤها المغلي بخصائص طبية مقوية، طاردة للحمى، مضادة للزحار وحتى إنها تعتبر مُجهضة في كاليدونيا الجديدة. تعتبر من الأنواع المعرضة للخطر بسبب استهلاك كميات كبيرة منها.